# Юйлінь (Гуансі)
Юйлінь (кит. спр. 玉林市, піньїнь: Yùlín Shì) — місто-округ в Гуансі-Чжуанському автономному районі.

## Географія
Юйлінь розташовується на південному сході автономії.
| Клімат Юйліня           | Клімат Юйліня | Клімат Юйліня | Клімат Юйліня | Клімат Юйліня | Клімат Юйліня | Клімат Юйліня | Клімат Юйліня | Клімат Юйліня | Клімат Юйліня | Клімат Юйліня | Клімат Юйліня | Клімат Юйліня | Клімат Юйліня |
| Показник                | Січ.          | Лют.          | Бер.          | Квіт.         | Трав.         | Черв.         | Лип.          | Серп.         | Вер.          | Жовт.         | Лист.         | Груд.         | Рік           |
| Середній максимум, °C   | 19            | 20            | 24            | 28            | 30            | 32            | 32            | 32            | 31            | 29            | 25            | 21            | 26            |
| Середня температура, °C | 13            | 15            | 19            | 23            | 26            | 28            | 28            | 28            | 27            | 24            | 19            | 15            | 22            |
| Середній мінімум, °C    | 9             | 11            | 15            | 20            | 23            | 25            | 25            | 25            | 23            | 19            | 15            | 10            | 18            |
| Норма опадів, мм        | 33.1          | 38.3          | 56.1          | 109.4         | 192.9         | 229           | 220.9         | 181.8         | 113.4         | 56.6          | 48.6          | 25.2          | 1305.3        |
| Днів з опадами          | 3,9           | 4,7           | 7,5           | 11,3          | 16,3          | 18,1          | 17,2          | 16,7          | 10,3          | 5,5           | 4,6           | 2,8           | 118,9         |
| ----------------------- | ------------- | ------------- | ------------- | ------------- | ------------- | ------------- | ------------- | ------------- | ------------- | ------------- | ------------- | ------------- | ------------- |
| Джерело: Weather Spark  |               |               |               |               |               |               |               |               |               |               |               |               |               |

## Адміністративний поділ
Міський округ поділяється на 2 райони, 1 місто і 4 повіти:
| Карта                                       | Карта   | Карта    | Карта            |
| ------------------------------------------- | ------- | -------- | ---------------- |
| Сін'є Бобай Фумянь Юйчжоу Бейлю Жун Лучуань |         |          |                  |
| Статус                                      | Назва   | Оригінал | Населення (2020) |
| Район                                       | Фумянь  | 福绵区   | 318 709          |
| Район                                       | Юйчжоу  | 玉州区   | 908 121          |
| Місто                                       | Бейлю   | 北流市   | 1 211 637        |
| Повіт                                       | Бобай   | 博白县   | 1 390 612        |
| Повіт                                       | Жун     | 容县     | 654 916          |
| Повіт                                       | Лучуань | 陆川县   | 804 427          |
| Повіт                                       | Сін'є   | 兴业县   | 508 344          |